# Ecomafia

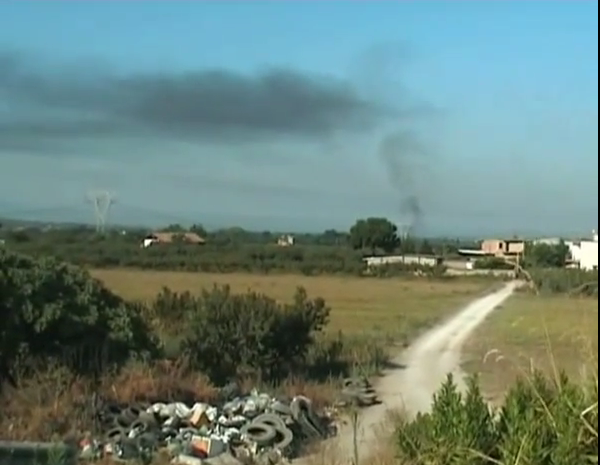
Discarica abusiva nei pressi di Giugliano in Campania. Si nota in lontananza il fumo di un incendio provocato artificialmente.

Il termine ecomafia, nella lingua italiana, è un neologismo coniato dall'associazione ambientalista Legambiente per indicare le attività illegali delle organizzazioni criminali, di tipo mafioso, che arrecano danni all'ambiente.
In particolare sono generalmente definite ecomafie le associazioni criminali dedite al traffico e allo smaltimento illegale dei rifiuti depositati sotto i terreni agricoli, zone di fauna in perfetto stato oppure dentro a dei palazzi abbandonati.

## Storia
Notizie relative all'attività di tali organizzazioni hanno cominciato ad avere un certo risalto a partire dal 1982, quando è entrata in vigore la normativa sul trattamento dei rifiuti speciali con l'emanazione del D.P.R. (DECRETO DEL PRESIDENTE) 10 settembre 1982, n. 915 (Attuazione delle direttive (CEE) n. 75/442 relativa ai rifiuti, n. 76/403 relativa allo smaltimento dei policlorodifenili e dei policlorotrifenili e n. 78/319 relativa ai rifiuti tossici e nocivi).
Per la prima volta nel 1991 vennero accertati reati di questo tipo, commessi su larga scala. Sei imprenditori ed amministratori vennero condannati dalla Settima Sezione del Tribunale di Napoli per abuso di ufficio e corruzione; vennero assolti, invece, dal reato di associazione mafiosa.
Il termine ecomafia appare tuttavia, per la prima volta, nel 1994 in un documento pubblicato dall'associazione italiana Legambiente, intitolato Le ecomafie - il ruolo della criminalità organizzata nell'illegalità ambientale, in collaborazione con Eurispes e con l'Arma dei Carabinieri.
Grazie alla collaborazione di quest'ultima con l'associazione Legambiente, nel 1997 venne pubblicato il primo Rapporto Ecomafia dell'associazione ambientalista, che da allora ogni anno fa il punto sull'argomento.
Nel 1995 è stata istituita la "Commissione parlamentare d'inchiesta sul ciclo dei rifiuti". La Commissione d'inchiesta è stata rinnovata in tutte le legislature successive, fino all'attuale (XVII Legislatura) in cui è stata istituita con la legge n. 1 del 2014, ed è stata presieduta prima dal deputato Alessandro Bratti, poi dalla deputata Chiara Braga.
Secondo il rapporto Ecomafia 2015 di Legambiente, nel 2014 sono stati 29.293 i reati accertati, per un giro d'affari pari a 22 miliardi di euro. Le regioni dove si registra il maggior numero di reati ambientali sono, nell'ordine, Campania, Sicilia, Calabria, Puglia e il Molise le stesse in cui sono presenti le principali organizzazioni mafiose italiane.

## Attività
Attività spesso attribuite a tali organizzazioni, oltre quelle riguardanti lo smaltimento dei rifiuti, sono anche l'escavazione abusiva, il traffico di rifiuti, il traffico di animali esotici, il saccheggio di beni archeologici, l'abusivismo edilizio su larga scala, l'allevamento di animali da combattimento e il Traffico illegale di buste shoppers.

## Il traffico di rifiuti

### Aree di smaltimento abusivo
Il Sud d'Italia è l'area dove la maggior parte di questi rifiuti va a finire, in particolare lungo le cosiddette "rotta adriatica" e "rotta tirrenica", dal nord verso la Puglia e verso la Campania-Calabria. Parte dei rifiuti viene sotterrata in cave abusive, già oggetto di reati ambientali di escavazione. Nel Nord Italia in più casi è stato accertato lo smaltimento di fanghi tossici, come fertilizzanti in campi coltivati. Ma l'Italia è anche crocevia di traffici internazionali di rifiuti, provenienti dai paesi europei e destinati a Nigeria, Mozambico, Somalia, Romania. Si ipotizza che l'omicidio di Ilaria Alpi sia riconducibile a inchieste che la giornalista stava conducendo.

### Tipi di reati
I reati possono avvenire ad ogni livello del ciclo dei rifiuti: produzione, trasporto e smaltimento. Il produttore può dichiarare il falso sulla quantità o sulla tipologia di rifiuti da smaltire, oppure incaricare dell'operazione imprese che lavorano sottocosto, essendo a conoscenza del fatto che utilizzeranno metodi illegali. A livello di trasporto, possono venire manomessi i documenti di classificazione della merce, in modo da dirottare il carico o farlo scomparire. Nelle operazioni di smaltimento, infine, si verifica la maggior possibilità che avvengano truffe: finte trasformazioni, bancarotte fraudolente degli impianti di trasformazione con il risultato di abbandonare sul posto i materiali, trattamenti inadeguati, abbandono di rifiuti in discariche abusive.

### Traffico di rifiuti
Il ruolo giocato dalle mafie "tradizionali" è generalmente molto importante nelle attività ecomafiose, ma spesso sono imprese private, amministratori locali e organi di controllo corrotti a costituire reti che compiono reati ambientali. Lo smaltimento illegale di rifiuti tossici o di scorie nucleari, da parte di aziende che hanno ricevuto l'appalto per la loro depurazione, gestione e messa in sicurezza, è considerato da Legambiente il più lucroso e pericoloso campo di attività delle ecomafie.
In Italia lo smaltimento illegale di rifiuti tossici ha riguardato in modo particolare la Campania; alcune zone geografiche della regione sono state denominate con appellativi specifici, ad indicare la gravità delle conseguenze dello sversamento illegale (Triangolo della morte Acerra-Nola-Marigliano, Terra dei fuochi). Tuttavia, una nuova Terra dei Fuochi è stata individuata anche nella Pianura Padana e in particolare nel Bresciano, dove è presente la più grande discarica radioattiva d’Italia. I veleni hanno raggiunto la falda acquifera e oltre 86.000 tonnellate di rifiuti radioattivi si trovano in aziende e discariche. Caso emblematico è quello della discarica Metalli Capra di Capriano del Colle, la più grande discarica radioattiva d’Italia, con ben 82.500 tonnellate di scorie al Cesio 137 che si trovano in un parco agricolo. In un parco urbano è presente l‘ex Cagimetal, con 1800 tonnellate di scorie sempre contenenti Cesio. In Lombardia, e in misura minore in Veneto, inoltre, sono state fuse in fonderie e acciaierie fonti di Cesio 137, di Radio 226 e di Cobalto 60, arrivate quasi sempre dall’Europa dell'Est e dall'Australia.
Nel maggio 2021, l'operazione dei Carabinieri Forestali di Brescia, coordinati dal sostituto procuratore Mauro Leo Tenaglia, ha fatto luce su un business legato allo smaltimento di oltre 150.000 tonnellate di fanghi tossici, spacciati per fertilizzanti, su circa 3.000 ettari di terreni agricoli tra Lombardia, Veneto, Emilia-Romagna e Piemonte. Il fulcro delle attività illecite era una società bresciana operante nel settore del recupero di rifiuti, la WTE, con tre stabilimenti a Calcinato, Calvisano e Quinzano d'Oglio, interessati dal provvedimento emesso dal gip Elena Stefana.
Nonostante l'attenzione e la repressione, secondo l'agenzia governativa Apat in Italia nel 1999 sono stati prodotti 72.5 milioni di tonnellate di rifiuti speciali, di cui 23 milioni da industrie di costruzione e 4 milioni considerati rifiuti pericolosi. Legambiente ha stimato che nello stesso anno siano stati smaltiti illegalmente 11,2 milioni di tonnellate di questi rifiuti.

### Metodi illegali di smaltimento
- Abbandono di rifiuti nel territorio o nelle acque (grotte, cave, boschi, fiumi, fondali marini, ecc.);
- Accumulo di rifiuti in vecchie imbarcazioni, che vengono poi affondate in alto mare;
- Combustione illegale dei rifiuti, che provoca emissioni di sostanze tossiche tra cui le diossine;
- Occultamento dei rifiuti in fondamenta di edifici in costruzione, in terrapieni, in scavi, ecc.;
- Miscelazione di rifiuti pericolosi con materiali ritenuti innocui da rivendere o riutilizzare, ad esempio terre e rocce per riempimenti, compost per uso agricolo, ecc.;
- Smaltimento di rifiuti pericolosi classificandoli fraudolentemente come non pericolosi, risparmiando sui costi;
- Esportazione di rifiuti pericolosi nei paesi in via di sviluppo, in cui non esistono impianti di smaltimento o recupero adeguati.

## Reati
La prima proposta legislativa per l'inserimento nel codice penale dei delitti contro l'ambiente recante la definizione giuridica di ecomafia risale al 1998 e si deve al senatore Giovanni Lubrano di Ricco.
Il 19 maggio 2015 viene approvato, con i soli voti contrari di Forza Italia e l'astensione della Lega Nord, il disegno di legge Ddl 1345 B promosso da Ermete Realacci (Pd), Salvatore Micillo (M5S) e Serena Pellegrino (Sel) che introduce nel codice penale cinque nuovi delitti contro l'ambiente. La Legge n.68/2015 viene pubblicata sulla Gazzetta Ufficiale del 28 maggio ed entra in vigore dal 13 giugno 2015. In questo modo la Magistratura si dota di strumenti di indagine più ampi e adeguati ad arginare il fenomeno delle ecomafie, a cominciare dall'introduzione nel codice penale dei delitti contro l'ambiente, detti ecoreati, fino a quel momento di natura contravvenzionale.
I reati introdotti sono:
- inquinamento ambientale;
- disastro ambientale;
- traffico e abbandono di materiale ad alta radioattività;
- impedimento del controllo;
- omessa bonifica.

Inoltre vengono introdotti una serie di altri provvedimenti che riguardano la prescrizione, l'obbligo di ripristino dei luoghi contaminati, la confisca dei beni, la diminuzione di pena per ravvedimento operoso.

## Operazioni di polizia
Decine di azioni di polizia sono state condotte contro traffici di rifiuti:
- Operazione Eco, Campania, 1994-1996
- Il caso "Pitelli", La Spezia, 1996
- Operazione Humus, Abruzzo, 1996
- Operazione Ebano, Abruzzo, 1996
- Operazione Cassiopea, Campania, 1999-2002
- Operazione Ecoscalo, Abruzzo, 1999-2002
- Operazione Falso Cdr, Lombardia, aprile 2001
- Operazione Greenland, Umbria, febbraio 2002
- Operazione Murgia violata, Puglia, aprile 2002
- Operazione Econox, Calabria, aprile 2002
- Operazione Banda Bassotti, Lombardia, 2002
- Operazione Mar rosso, Sicilia, gennaio 2003
- Operazione Re Mida, Campania, aprile 2003
- Operazione Terra Mia, Campania, giugno 2004
- "Rifiutopoli", Forlì, 2004
- Operazioni Madre Terra e Madre Terra 2, Campania, 2005-2006
- Operazione Dry Cleaner, Campania, 2006
- Operazione Black River, Puglia, gennaio 2008
- Operazione Fenice, Puglia e Campania, agosto 2008